# Женская сборная Гонконга по софтболу
Женская национальная сборная Гонконга по софтболу — представляет Гонконг на международных софтбольных соревнованиях. Управляющей организацией является Ассоциация софтбола Гонконга (кит. 香港壘球總會, англ. Hong Kong Softball Association).

## Результаты выступлений

### Чемпионаты Азии по софтболу
| Год       | Победы         | Поражения      | Место          |
| --------- | -------------- | -------------- | -------------- |
| 1967—1972 | не участвовали | не участвовали | не участвовали |
| 1987      |                |                | 6              |
| 1991      |                |                | 9              |
| 1995      |                |                | ??             |
| 1999      |                |                | ??             |
| 2004      |                |                | 10             |
| 2007      |                |                | 9              |
| 2011      | 1              | 5              | 11             |
| 2017      | 3              | 5              | 6              |
| 2019      | 3              | 4              | 7              |

### Азиатские игры
| Год       | Победы         | Поражения      | Место          |
| --------- | -------------- | -------------- | -------------- |
| 1990—2014 | не участвовали | не участвовали | не участвовали |
| 2018      | 0              | 6              | 4              |